# Matrimonio igualitario en Bolivia
El matrimonio igualitario en Bolivia no es reconocido formalmente por la vigente Constitución boliviana. No obstante, en diciembre de 2020, el Estado boliviano reconoció legalmente a una pareja del mismo sexo a través de las «uniones libres», un tipo de unión civil contemplado como figura legal dentro del Derecho boliviano. Desde entonces, el Servicio de Registro Civil ha inscrito docenas de uniones libres de parejas del mismo sexo. 

## Historia
La Constitución boliviana define el matrimonio civil como la unión entre ciudadanos de sexos diferentes (matrimonio heteronormativo). En 2012, un proyecto de extensión del matrimonio civil a las uniones entre ciudadanos del mismo sexo fue presentado para ser debatido por la Asamblea Plurinacional. Dicho proyecto de ley fue precedido por desacuerdos en 2004 entre dos sectores de la sociedad boliviana, uno de ellos representado por el expresidente Carlos Mesa; y el otro por el padre Obermeyer, en calidad de representante de la Iglesia Católica (y en consecuencia de un vasto sector del catolicismo boliviano más conservador). Obermeyer, conjuntamente a diversas órdenes religiosas, inició una campaña de propaganda en contra de dicho proyecto de ley, pese a las demandas y fundamentos de las diferentes organizaciones por los derechos de los ciudadanos y ciudadanas LGTBIQ de Bolivia. 
El Defensor del Pueblo en Bolivia dio a conocer su propuesta de legalizar el Matrimonio entre personas del mismo sexo durante el Día contra la Homofobia celebrado el mes de mayo de 2011, la cual fue nuevamente rechazada por la Iglesia católica, esta vez representada en voz del cardenal Julio Terrazas. Aun así, senadores y diputados del partido oficialista boliviano Movimiento al Socialismo acordaron debatirla.
El proyecto de ley consta de seis partes entre las que destaca el reconocimiento de dicha unión civil (el matrimonio) fundada en los artículos 63 y 64 de la Nueva Constitución Política del Estado, los cuales contradicen el artículo 14 de la propia Carta Magna, que en su inciso segundo establece que el Estado prohíbe y sanciona toda forma de discriminación fundada en razón de sexo, color, edad, orientación sexual, identidad de género y otros. Otros legisladores analizan en un sentido opuesto los artículos 63 y 64, de tal forma que, según dichos analistas, imposibilitarían que personas del mismo sexo pudiesen acceder al matrimonio civil o la unión libre entre ciudadanos. Según dichos analistas, el artículo 63 establecería de manera suficiente que "el matrimonio entre una mujer y un hombre se constituye por vínculos jurídicos y se basa en la igualdad de derechos y deberes de los cónyuges". El artículo 64 se refiere a los derechos y deberes de los convivientes en el hogar.
Tras la promulgación de la Ley de Autonomías en el país, un representante del Comité Cívico del Departamento de Santa Cruz presentó otra propuesta para que en dicho departamento sea reconocido al menos el derecho a la Unión Civil entre ciudadanos y ciudadanas del mismo sexo. 
Las organizaciones en defensa de los derechos de los ciudadanos, ciudadanas y ciudadanes LGTBIQ de Bolivia aseguran que dicho reconocimiento a la igualdad de las personas homosexuales deberá eventualmente producirse, puesto que sostienen que dichos derechos son reconocidos, como se mencionó previamente, por la Carta Magna, la cual prohíbe la discriminación fundada en razón del sexo, orientación sexual e identidad de género. 
Pese al carácter conservador de la sociedad y política bolivianas, la Asociación Civil de Desarrollo Social y Promoción Cultural (Adesproc) promueve que el matrimonio entre personas del mismo sexo logre ser reconocido como un derecho de los ciudadanos, ciudadanas y ciudadanes bolivianos.
En 2022 al ser elegido el nuevo defensor del pueblo, Francisco Callisaya, según la activista transexual, Laura Libertad Álvarez, informó que en la agenda del Defensor se encuentra la propuesta de impulsar la legalización del matrimonio entre personas del mismo sexo en el país, pidiendo además a la autoridad, que se demuestre un enfoque más humanístico a la población LGBT+.